# تدخل الولايات المتحدة في تشيلي

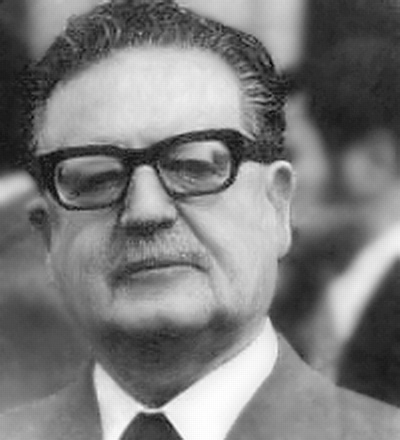

بدأ تدخل الولايات المتحدة في السياسة التشيلية خلال حرب الاستقلال التشيلية. ازداد نفوذ الولايات المتحدة الأمريكية في كل من الساحتين الاقتصادية والسياسية في تشيلي تدريجيًا على مدى قرنين من الزمان منذ ذلك الحين، وما يزال ملحوظًا.

## استقلال تشيلي
كان وصول جويل روبرتس بوينسيت عام 1811 بمثابة بداية تدخل الولايات المتحدة في السياسة التشيلية. أرسل بوينسيت الرئيس جيمس ماديسون عام 1809 باعتباره عميل خاص لمستعمرات أمريكا الجنوبية الإسبانية (منصب شغله من 1810 إلى 1814) للتحقيق في إمكانيات الثوار في نضالهم من أجل الاستقلال عن إسبانيا.

## حرب المحيط الهادئ
حاولت الولايات المتحدة وضع حد مبكر لحرب المحيط الهادئ، التي استمرت من عام 1879 حتى عام 1884، ويرجع ذلك أساسًا إلى المصالح التجارية والمالية الأمريكية في بيرو. علاوة على ذلك، كان قادتها قلقين أيضًا من أن المملكة المتحدة ستسيطر على الاقتصاد في المنطقة عن طريق تشيلي.
فشلت مفاوضات السلام عندما كان هناك شرط يلزم تشيلي بإعادة الأراضي المحتلة. كان التشيليون يشتبهون في أن المبادرة الأمريكية الجديدة يشوبها التحيز المؤيد لبيرو. نتيجة لذلك، اتخذت العلاقات بين تشيلي والولايات المتحدة منعطفًا نحو الأسوأ.
وبدلًا من ذلك طلبت تشيلي أن تبقى الولايات المتحدة محايدة. احتوت البحرية الأمريكية على عدد قليل من السفن الخشبية، وكان لدى تشيلي سفينتان حربيتان جديدتان. وعندما علمت الولايات المتحدة أنها غير قادرة على مضاهاة القوة البحرية التشيلية تراجعت.

## ذعر الحرب عام 1891
خلال الحرب الأهلية التشيلية عام 1891، دعمت الولايات المتحدة الرئيس خوسيه مانويل بلماسيدا، كوسيلة لزيادة نفوذها في تشيلي، بينما دعمت المملكة المتحدة قوات الكونجرس. بعد هزيمة بلماسيدا، كانت الولايات المتحدة مصممة على تأكيد نفوذها في الشؤون الداخلية التشيلية (التي سيطر عليها بعد ذلك الكونغرس المنتصر) بأي وسيلة، بما في ذلك الحرب، ما أدى إلى طرد المصالح البريطانية في المنطقة.

### حادثة إيتاتا
تتعلق حادثة إيتاتا بمحاولة شحن أسلحة بواسطة سفينة إيتاتا من الولايات المتحدة إلى تشيلي في عام 1891، وكان من المقرر أن تساعد قوات الكونغرس المتمردة. كانت حادثة إيتاتا السبب المباشر لأزمة بالتيمور وأحد أسباب عدم إعادة انتخاب بنجامين هاريسون لفترة ولايته الثانية كرئيس للولايات المتحدة.

### أزمة بالتيمور
بعد أن غادرت إيتاتا مدينة إيكويكو للعودة إلى الولايات المتحدة، أخذ طاقم بالتيمور إجازة على الشاطئ في فالبارايسو. أثناء إجازة البحارة الأمريكيين في 16 أكتوبر 1891، هاجمت عصابة من التشيليين الغاضبين البحارة من بالتيمور. قُتل بحاران وأصيب عدد آخر بجروح خطيرة. أثار شغب فالبارايسو بعض الاضطرابات للمسؤولين الأمريكيين الغاضبين، حيث هددوا بشن حرب على تشيلي، التي كانت الآن تحت سيطرة قوات الكونغرس المنتصرة. تُجنبت الحرب بين الولايات المتحدة وتشيلي في النهاية عندما رضخت الحكومة التشيلية، ومع الإصرار على أن البحارة هم المسؤولون عن أعمال الشغب، عرضوا دفع تعويض قدره 75000 دولار لأسر الضحايا.